# Juan Bibiloni
Juan Bibiloni Frau (Palma de Mallorca, 2 de enero de 1928 -ibídem, 30 de junio del 2017) fue un ciclista español, que fue profesional entre 1951 y 1960. En su palmarés destacan algunas victorias de etapa  cursas de una semana, como por ejemplo dos etapas a la Vuelta en Cataluña o dos a la Vuelta en Andalucía.
Sus hermanos Sebastián (Palma, 10 de marzo del 1930 - 2001) y José (Palma, 1 de enero del 1937), también fueron ciclistas, aunque de menor historial.

## Palmarés
- 1954
  - Vencedor de una etapa a la Volta a Cataluña
  - Vencedor de una etapa a la Vuelta a Asturias
- 1955
  - Vencedor de una etapa a la Vuelta a Asturias
  - Vencedor de una etapa al G. P. Ayuntamiento de Bilbao
- 1956
  - Vencedor de una etapa a la Vuelta a Asturias
- 1957
  - Vencedor de 2 etapas a la Vuelta en Andalucía
- 1958
  - Vencedor de una etapa a la Volta a Cataluña

### Resultados a la Vuelta a España
- 1955. 32.º de la clasificación general
- 1956. 17º de la clasificación general
- 1957. Abandona
- 1958. Abandona
- 1959. 28º de la clasificación general